# Майстер і Маргарита (фільм, 1994)
«Майстер і Маргарита» (рос. «Мастер и Маргарита») — російський телевізійний художній фільм, екранізація однойменного роману Михайла Булгакова режисера Юрія Кари, знята в 1994 році, вийшла на екрани 2011 року — через розбіжності режисера і продюсерів, фірми «ТАМП», що володіє правами на фільм, а пізніше — через претензії С. С. Шиловського і Д. В. Писарчік, нащадків третьої дружини Булгакова О. С. Булгакової (Шиловської), яким належать майнові авторські права на роман (дана точка зору заперечується творцями фільму).
Каменем спотикання виявилася тривалість фільму, яка в режисерській версії становила 3 години і 20 хвилин. На вимогу продюсерів вона була скорочена до двох годин, заради чого довелося прибрати багато сюжетних ліній. Це викликало невдоволення акторів.
Закритий показ скороченої 118-хвилинної версії фільму відбувся на XXVIII Московському міжнародному кінофестивалі в 2006 році. В прокат фільм вийшов 7 квітня 2011 року. На DVD і Blu-ray кінопрокатна версія фільму була випущена 3 травня 2011 року компанією «Флагман Дистрибьюшн», готується до видання повна режисерська версія.

## Сюжет
Москву початку 1930-х відвідує загадковий іноземець Воланд, який насправді виявився самим Сатаною, зі своєю свитою. Князь Темряви побажав подивитися, наскільки змінилися москвичі. Перед глядачами проходить галерея сатиричних образів.
Паралельна лінія фільму — розповідь про бродячого філософа Єшуа Га-Ноцрі і прокуратора Юдеї Понтія Пілата, який з боягузтва послав його на смерть. Історія ця становить сюжет роману, написаного Майстром.
Череда фантасмагоричних подій завершується балом у Сатани, а Майстер зрештою знаходить «спокій» зі своєю коханою Маргаритою.

## В ролях
- Віктор Раков — Майстер
- Анастасія Вертинська — Маргарита
- Валентин Гафт — Волянд
- Олександр Філіппенко — Коров'єв-Фагот
- Володимир Стєклов — Азазелло
- Віктор Павлов — Кіт Бегемот
- Олександра Захарова — Гелла
- Михайло Ульянов — Понтій Пілат
- Микола Бурляєв — Єшуа Га-Ноцрі
- Сергій Гармаш — Іван Бездомний
- Борислав Брондуков — Варенуха
- Віктор Сергачов — фіндиректор Театра Вар'єте Григорій Данилович Римський
- Ігор Кваша — психіатр Стравинський
- Євген Весник — психіатр
- Марія Виноградова — Аннушка
- Михайло Данилов — Михайло Берліоз (озвучував Сергій Юрський)
- Лев Дуров — Левій Матвій
- Леонід Куравльов — голова жилтовариства Ніканор Іванович Босой
- Людмила Іванова — Пелагея Антонівна, дружина Босого
- Володимир Кашпур — Андрій Фокич, буфетчик
- Вадим Захарченко — Максиміліан Поплавський, дядько Берліоза
- Наталя Крачковська — Штурман Жорж / дама в «Грибоєдові»
- Віктор Мамаєв — Ієронім Поприхін
- Спартак Мішулін — Арчибальд Арчибальдович
- Роман Ткачук — Микола, швейцар в «Грибоєдові»
- Валерій Носик — Алоізій Могарич
- Ігор Верник — Юда
- Георгій Саакян — Йосип Сталін (озвучував Артем Карапетян)
- Михайло Солодовник — Петро I
- Катерина Архарова — Клавдія Прокула, дружина Понтія Пілата
- Сергій Никоненко — директор Вар'єте Стьопа Лиходєєв
- В'ячеслав Шалевич — Йосип Каіфа
- Юрій Шерстньов — Афраній
- Всеволод Ларіонов — Латунський
- Сергій Ніколаєв — Микола Іванович, сусід Маргарити
- Амаяк Акопян — конферансьє Жорж Бенгальський
- Вадим Вільський — літератор
- Валентин Голубенко — центуріон Марк Щуролуп